# Свирин, Алексей Владимирович
Алексей Владимирович Свирин (15 декабря 1978, Москва, СССР) — российский гребец. Заслуженный мастер спорта России. Олимпийский чемпион 2004 года, чемпион Европы 2007 и 2011 года, член Олимпийской сборной России 2008 и 2012 года.

## Карьера
Олимпийский чемпион афинской Олимпиады, участник пекинской и лондонской Олимпиад.
Участник двух чемпионатов мира и трёх чемпионатов Европы.
Президент федерации гребного спорта Российской Федерации.
Его первым тренером был Владимир Алексеевич Борщёв.